# Federazione di baseball della Bielorussia
La Federazione bielorussa di baseball (bel. Беларуская бейсбольная асацыяцыя Bielaruś biejsbol asacyjacyja) è un'organizzazione fondata per governare la pratica del baseball in Bielorussia.
Organizza il campionato di baseball bielorusso, e pone sotto la propria egida la nazionale maschile.